# Mort de Shani Louk
Shani Nicole Louk, née le 7 février 2001 à Aderet en Israël et assassinée le 7 octobre 2023 vers Réïm en Israël, est une artiste tatoueuse et une influenceuse germano-israélienne, enlevée lors du massacre du festival de musique Supernova de Réïm, survenu le 7 octobre 2023 durant les attaques du Hamas sur le sol israélien, et retrouvée morte par l'armée israélienne le 17 mai 2024 dans la bande de Gaza, à l'intérieur d'un tunnel de combat du Hamas. Elle est l'une des festivalières portées disparues, lorsqu'une vidéo est largement partagée le jour de l'attaque, montrant son corps exhibé dans les rues de Gaza par des militants du Hamas à l'arrière d'une camionnette. 
Décrite par les experts en sécurité et les commentateurs comme de la propagande du Hamas sur les réseaux sociaux, cette vidéo devient l'une des premières vidéos virales de la guerre à Gaza. Une photographie de son cadavre remporte un prix international. 
Le 30 octobre 2023, Ricarda Louk, mère de Shani, déclare avoir été informée par l'armée israélienne que l'ADN de sa fille a été retrouvé sur un éclat d'os de crâne près du lieu du festival, indiquant la mort de cette dernière. Tsahal retrouve son corps le 17 mai 2024 dans les tunnels de la bande de Gaza.

## Biographie

### Enfance et débuts
Shani Louk naît le 7 février 2001 au moshav Aderet,, d'un père israélien, Nissim Louk, et d'une mère allemande, Ricarda (Ricky) Louk, qui a vécu à Ravensbourg, en Allemagne et s'est installée en Israël en se convertissant au judaïsme au début des années 1990,. Avant Shani, sa sœur aînée Adi est née (25 ans), suivie de ses frères Amit (20) et Or (14).   
Shani Louk et sa famille déménagent à Portland (Oregon) aux États-Unis, au début des années 2000. Elle fréquente la maternelle de la Portland Jewish Academy (en). La famille déménage à nouveau pour s'installer dans la communauté villageoise de Srigim appartenant à l’administration régionale de Mateh Jehuda en Israël, quand Shani est âgée de deux ans.  
Shani Louk a appris l'allemand à l'institut Goethe de Fribourg-en-Brisgau et Weimar. Elle se rend régulièrement en Allemagne pour visiter ses grands-parents, installés près de Ravensbourg.  

### Activités professionnelles
À 18 ans, elle prend son indépendance et s'installe à Tel Aviv. Elle y travaille d'abord comme serveuse puis caissière dans un supermarché. Elle suit un cours de conception graphique à l'Avni College of Art and Design puis installe un studio de tatouage et piercings dans son appartement où elle œuvre en tant qu'artiste indépendante,,. Elle est également connue en tant qu'influenceuse sur Instagram,. Sa famille et son entourage lui reconnaissent une grande créativité dans divers domaines artistiques : couture, stylisme, graphisme, dessin, peinture...

### Vie privée
Shani Louk, au moment de son enlèvement, est mère d'un garçon de 5 ans,. 
Son petit ami Orión Hernández Radoux, âgé de 32 ans et père d'une fillette de 2 ans, est un citoyen franco-mexicain, producteur de musique et organisateur de festivals, qui parcourt avec ses amis les festivals de musique d'été,. Son père mexicain est Sergio Hernández et sa mère, Marie-Pascale Radoux, est une artiste-peintre installée dans le Tarn.
Passionnée de festivals de musique, elle se rend en Bulgarie, Croatie et Grèce pour assister à différents festivals de musique où des festivaliers viennent du monde entier.
Selon sa tante, Shani Louk avait des opinions pacifistes et obtenu une exemption du service militaire obligatoire en Israël sur ce motif, ce qui, selon elle, était facilité par sa double citoyenneté,.

## Disparition
Le 7 octobre 2023, dans le cadre de l'attaque initiale du Hamas contre Israël, des terroristes du Hamas pénètrent en Israël depuis la bande de Gaza et perpètrent un massacre lors du festival de musique de Réïm, intitulé « Supernova » par les Tribes of Nova,,,,. Il s'agit d'un festival de musique trance en plein air, coïncidant avec la fête juive de Sim'hat Torah tombant cette année-là un Shabath. Il se déroule dans le désert occidental du Néguev, à environ 5 km de la barrière entre la bande de Gaza et Israël, près du kibboutz Réïm, dans cette zone israélienne surnommée « enveloppe de Gaza »,.
Shani Louk est présente au festival, accompagnée d'Orión, son ami franco-mexicain. Après le déclenchement de l'alarme donnée par la fusée Couleur rouge (en) et le début de l'attaque terroriste par le lancement de roquettes, Shani Louk parle au téléphone avec sa mère à 6h40, ignorant encore l'infiltration de terroristes, disant qu'il y a peu d'endroits où se cacher dans cette zone découverte et qu'elle va essayer d'en trouver un en prenant la voiture,,. Elle est ensuite portée disparue.
Trois cent soixante quatre personnes sont assassinées lors de l'attaque surprise au festival Nova, outre les viols commis, et 2 000 personnes blessées,,,. Les terroristes capturent aussi une quarantaines d'otages.
Son ami Orión est enlevé ce même jour et son corps sera retrouvé à Jabaliya, au nord de la bande de Gaza, le 23 mai 2024, par l'armée israélienne soutenue par les renseignements du Shin Bet, soit quelques jours après celui de Shani Louk,. Il figure la 43e victime française de l'assaut des terroristes du Hamas menée le 7 octobre.

### Vidéo
Après le massacre, une vidéo est diffusée sur les réseaux sociaux montrant Shani Louk,, quasiment dénudée, semblant désarticulée et apparemment inconsciente, les cheveux couverts de sang, face contre sol, exhibée dans les rues de la ville de Gaza par des militants du Hamas armés à l'arrière d'un pick-up débâché qui parade, l'un entourant sa jambe sur sa taille, un autre saisissant ses cheveux ; ils crient « Allahou akbar » et sont rejoints dans leurs acclamations par la foule excitée qui entoure le véhicule, dont certains crachent sur Shani Louk,,,. La vidéo devient virale, l'une des premières vidéos virales de la guerre à Gaza,,.
Selon des experts en sécurité interrogés par l'Agence France-Presse, la diffusion de la vidéo, ainsi que d'autres vidéos montrant des civils morts ou capturés, a le caractère d'une propagande délibérée et sophistiquée visant à induire des sentiments « d'impuissance, de paralysie et d'humiliation » dans la population ; l'effet recherché est la propagation virale de ces documents pour entraîner l'amplification des récits souhaitables pour le Hamas. Bien que le Hamas soit interdit sur Twitter en tant qu'organisation terroriste, certaines de ses vidéos de propagande y circulent après avoir été repostées d'une plateforme à l'autre. La vidéo montrant Shani Louk est considérée par les journalistes comme l'une de ces vidéos. Avec d'autres contenus liés au Hamas, elle incite la Commission européenne à mettre en garde le propriétaire de Twitter, Elon Musk, contre la diffusion de contenus illégaux,,, puis, le 12 octobre, à ouvrir une enquête contre Twitter pour diffusion de « contenus violents et terroristes » et d'autres formes de contenus illégaux. Dans une chronique du New York Times, Nicholas Kristof présente la vidéo comme un exemple des causes du traumatisme et de la colère éprouvés par les communautés juives à la suite des attentats. 
Selon le commentateur Bobby Ghosh, le Hamas a publié des vidéos de propagande rapidement, voulant être le premier à marquer des points dans la guerre psychologique, mais la vidéo montrant Shani Louk n'a pas démoralisé la société israélienne ; au contraire, son « traitement aux mains de [ses] ravisseurs a suscité un dégoût et une réprobation généralisés et, s'il y a lieu, a renforcé la détermination israélienne à exercer des représailles ».

### Photographie
Avant la scène de la vidéo virale, alors que la camionnette retourne dans la bande de Gaza et qu'on célèbre la mort de la jeune femme, elle est photographiée par Ali Mahmoud, photojournaliste indépendant de l'Associated Press (AP), qui accompagnait les terroristes du 7 octobre,. L'image inclut un discours qui glorifie les crimes du Hamas. 
La photographie non censurée, montrant le corps meurtri de Shani Louk dans le véhicule le transportant et les assaillants, est d'abord publiée sur la page Instagram des organisateurs d'un concours international photographique mais elle est supprimée après la bronca. Elle est ensuite incluse (et présentée comme la première) dans la série de 20 photographies de la guerre prises par l'équipe de photographes de l'Associated Press qui remporte le prix Team Picture Story of the Year au concours international photographiques de l'année 2024,,, organisé par l'École de journalisme de l'Université du Missouri. 
Une pétition signée par cent mille personnes exige que le géant japonais de la photographie Nikon, sponsor du concours, prenne des mesures pour révoquer le prix.
Michal Cotler-Wunsh, envoyée spéciale du ministère israélien des Affaires étrangères chargé de la lutte contre l'antisémitisme, critique le choix du jury en déclarant : « Voilà à quoi ressemble la normalisation de la haine antisémite ». Un message Facebook écrit par Nicole Louk, la grand-mère de Shani, sur le silence du monde à la lumière de la récompense pour la photographie choquante du corps de sa petite-fille, est largement partagé : « Le monde est silencieux et je crie, est-ce possible ? » Quand, dans l’histoire de la photographie, la photo d’un cadavre a-t-elle remporté un prix ?,,.
L'AP affirme ne rien savoir de l'attaque. Néanmoins, la famille de Shani Louk ainsi que d'autres familles de personnes assassinées lors de l'attaque des festivaliers au festival Nova, poursuivent en justice les agences de presse comme Reuters et AP dont les photographes et les journalistes ont participé au massacre du 7 octobre.

### Campagne pour sa libération
Les parents de Shani Louk, Ricarda et Nessim Louk, ainsi que de nombreux amis et soutiens de la jeune femme, n'ont de cesse de manifester et rencontrer des personnalités de diverses nationalités, en Israël, en Allemagne, aux États-Unis, pour que la jeune femme soit libérée,,.
Sa famille allemande vivant pour partie près de Stuttgart multiplie les appels à l'aide. 
Les membres des familles, dont celle de Shani Louk, rencontrent notamment le chancelier allemand Olaf Scholz lors de sa visite de solidarité en Israël le 17 octobre. 

### Situation
Dans certains médias, Shani Louk est présentée comme ayant été tuée, et la vidéo montre son corps, quasiment dénudé, sans vie. Sa famille pense qu'elle est en vie et a demandé de l'aide au gouvernement allemand,. Sa mère, Ricarda Louk, a déclaré que le 10 octobre, elle avait été informée par un ami palestinien de la famille que Shani Louk était soignée dans un hôpital de Gaza pour un grave traumatisme crânien et qu'elle se trouvait dans un état critique,. Un rapport ultérieur de Human Rights Watch, après avoir regardé la vidéo, indique que la famille en est venue à penser que Shani Louk avait subi une grave blessure à la tête. 
Ricarda Louk a également reçu un avis de la banque indiquant que la carte de crédit de Shani Louk avait été utilisée le 8 octobre près de l'hôpital indonésien de Gaza (en) et une autre fois également,.
Au 10 octobre 2023, les autorités israéliennes, allemandes ou palestiniennes n'ont pas confirmé la localisation de Shani Louk ni son statut actualisé. Le 13 octobre, lors de sa visite en Israël, Annalena Baerbock, ministre allemande des Affaires étrangères (en), rencontre Ricarda Louk et d'autres membres des familles des personnes enlevées ayant la nationalité allemande. À l'issue de cette rencontre, Ricarda Louk déclare lors d'une conférence de presse que les citoyens israélo-allemands recevront le soutien de l'Allemagne, que le gouvernement allemand est « vraiment sérieux » et « [essaie] de trouver des solutions ». Baerbock déclare quant à elle que l'Allemagne est « en communication avec tous les acteurs qui ont des contacts avec le Hamas » afin d'envoyer le message que les otages doivent être libérés.  
Les autorités allemandes considèrent Shani Louk comme l'une des huit ressortissants allemands pris en otage lors des attaques du Hamas en Israël.

## Mort

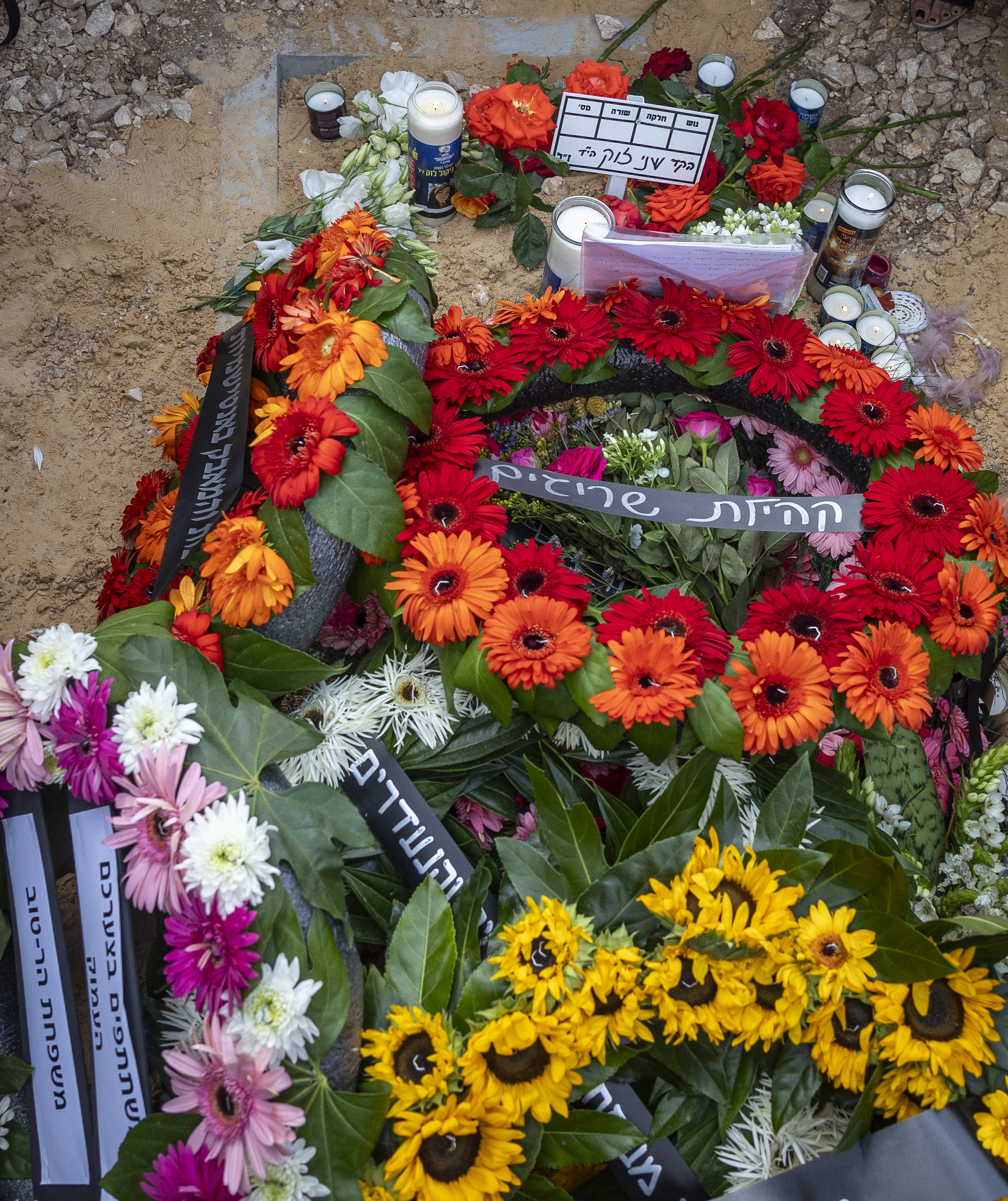
Sur la tombe de Shani Louk à Srigin.

Le 30 octobre 2023, la mère de Shani Louk, Ricarda Louk, informe la presse que l'armée israélienne lui a confirmé la veille la mort de sa fille. D'après les propos rapportés, Shani Louk aurait été identifiée à partir d'un éclat d'os temporal du crâne découvert à proximité de la barrière de sécurité, sur la route menant hors du festival de Réïm, par un échantillon d'ADN et aurait donc été tuée le jour même de son enlèvement, le 7 octobre,,. Sa mort est ainsi annoncée car les médecins ont indiqué que personne ne pourrait vivre sans cet os.  
En revanche, dans un entretien à Bild, le président israélien Isaac Herzog indique que la jeune femme aurait été « décapitée », mais son porte-parole corrige ce propos en affirmant que « le fait qu'une partie importante de son crâne ait été retrouvée a déclenché des craintes qu'elle ait été décapitée »,,. Malgré la précision corrective, de fausses informations sont répandues sur les médias sociaux et sont répétées dans les déclarations de plusieurs politiciens allemands. 
Le 17 mai 2024, l'armée israélienne annonce avoir trouvé dans la bande de Gaza, à l'intérieur d'un tunnel du Hamas, le cadavre de Shani Louk ainsi que ceux de deux autres otages,. Ce tunnel était creusé sous un bâtiment rénové par l'UNRWA avec des fonds allemands, ce qui a suscité l'indignation en Allemagne. Les corps sont rapatriés en Israël.
Le corps de Shani Louk est enterré au cimetière Srigim, au sud de Bet Shemesh, où ses funérailles sont accompagnées de centaines de personnes,.
Durant la semaine de deuil et de condoléances en son foyer, la famille de Shani Louk reçoit la visite d'environ 4 000 personnes venues la soutenir dans l'épreuve.

## Autres
En février 2024, une exposition de dessins de Shani Louk intitulée « Forever Young Forever Art » est inaugurée au Nahum Gutman Museum of Art au quartier de Neve Tzedek à Tel Aviv,.
Ce même mois, une fête d'anniversaire symbolique pour ses 23 ans a lieu au club Colabo à Tel Aviv. L’événement, intitulé « Shaniqua Forever », est organisé par les amis proches de Shani Louk. Des artistes de différents secteurs y participent : DJ, rappeurs, tatoueurs, peintres. Le produit de l'événement est ensuite reversé à la famille de Louk pour un projet commémoratif sous la forme d'une collection de vêtements basée sur les peintures de la disparue.
Le chanteur Dudu Farouk a sorti la chanson « Golani Shale » qu'il dédie à la mémoire de Shani Louk.